# 문가경
문가경(1987년 5월 18일 ~ )은 대한민국의 레이싱 모델이다. 경기도 부천시 출신으로, 2014년 『슈퍼레이스 레이싱모델 컨테스트』에서 금호타이어상을 수상하면서 레이싱 분야에 데뷔해 활동 중이다.키는 172cm 몸무게는 51kg

## 학력
- 수원대학교 연극영화학부 학사

## 경력

### 에이빙모델 경력
- 2019년 - 서울모터쇼 재규어 랜드로버 부스 포즈모델
- 2018년 - 오토위크 아이언빌드 부스 포즈모델
- 2018년 - 부산모터쇼 닛산 부스 포즈모델
- 2017년 - G스타 LG전자 부스 포즈모델
- 2017년 - 서울모터쇼 닛산 부스 포즈모델
- 2016년 - 월드IT쇼 SK텔레콤 부스 내레이션모델
- 2015년 - 서울모터쇼 인피니티 부스 포즈모델
- 2013년 - 서울모터쇼 현대모비스 부스 포즈모델
- 2012년 - 부산국제모터쇼 포즈모델

### 레이싱모델 경력
- 2019년 - 금호타이어 스폰서쉽 및 엑스타레이싱팀 전속 모델
- 2017년 - CJ로지스틱스 레이싱팀 전속 모델
- 2016년 - 금호타이어 스폰서쉽 및 엑스타레이싱팀 전속 모델
- 2015년 - 금호타이어 스폰서쉽 및 엑스타레이싱팀 전속 모델
- 2014년 - 금호타이어 스폰서쉽 및 엑스타레이싱팀 전속 모델

## 수상
- 2014년 - 슈퍼레이스 레이싱모델 컨테스트 금호타이어상